# Changuito
José Luis Quintana, genannt Changuito (* 18. Januar 1948 in Havanna; † 6. Juni 2025 ebenda) war ein kubanischer Perkussionist.

## Leben und Wirken
Obwohl Changuito Autodidakt war, wurde er mit acht Jahren professioneller Musiker mit der Havana Jazz Band unter Leitung von Tomás González. Er spielte mit seinem Vater, der ebenfalls Musiker war, dann mit der jungen Band La Pandilla de los Cabezas de Perros, und im Alter von elf Jahren trat er der Band Cuba Mambo unter Leitung von Rolando García bei. Diese Band spielte in Guanabacoa, in der Nähe von Havanna, wo Changuito bis zu seinem Tod lebte.
1969 gründete er gemeinsam mit Juan Formell die Band Los Van Van, in der er den Songo einführte, bei dem die Kombination von Perkussionsinstrumenten (Timbales, Cowbells, Woodblocks, elektronische Trommeln und Becken) und die Schlagtechnik mit den Händen charakteristisch sind. Er blieb 22 Jahre bei der Gruppe, mit der er viele Alben aufnahm. Seit den 1990er Jahren begann er eine Solokarriere und nahm Alben unter eigenem Namen auf, von denen das Album Ritmo y Candela 1996 für den Grammy Award for Best Latin Jazz Album nominiert wurde. Er wirkte an Roy Hargroves Album Habana mit, das 1998 einen Grammy erhielt. Weiterhin spielte er Aufnahmen mit Cal Tjader, Hilario Durán, Flora Purim und Airto Moreira ein; auch war er am Album Lágrimas negras von Bebo Valdés und Diego el Cigala beteiligt, das 2004 einen Grammy erhielt.
Changuito lehrte am Instituto Superior de Arte de Cuba viele Perkussionisten wie Giovanni Hidalgo, Karl Perazzo (Santana) und Diego Piñera. Auch gab er Kurse an der Universidad de Puerto Rico und dem Berklee College of Music.

## Diskografie (Auswahl)
- Orestes Vilató, Changuito, Patato – Ritmo y Candela: Rhythm at the Crossroads (1995)
- Changuito / Cándido Fabré / Tiburon – El muso y su sonora (2000)
- Syncopation (Melt, 2000)
- Telegrafía sin hilo (Cacao Música, 2007)

## Schriften
- Changuito: Das Geheimnis der Hand-The secret of the hand-La mano secreta: 50 Percussion-Übungen-exercises-ejercicios (Buch + DVD) 2011; ISBN 978-3-897-75126-2.
- José Luis Quintana mit Chuck Silverman Changuito: A Master's Approach to the Timbales (Buch + DVD) New York 1998; ISBN 978-0-769-21435-1.